# كين كيلي
كين كيلي (بالإنجليزية: Ken Kelly)‏ هو رسام أمريكي، ولد في 19 مايو 1946 في نيو لندن في الولايات المتحدة.

## وصلات خارجية
- الموقع الرسمي
- كين كيلي على موقع IMDb (الإنجليزية)
- كين كيلي على موقع ميوزك برينز (الإنجليزية)
- كين كيلي على موقع ديسكوغز (الإنجليزية)